# Ghiacciaio Cerberus
Il ghiacciaio Cerberus è un piccolo e ripido ghiacciaio lungo circa 2 km situato nella regione centro-occidentale della Dipendenza di Ross, in Antartide. Il ghiacciaio, il cui punto più alto si trova a circa 1600 m s.l.m., si trova in particolare nella zona orientale della dorsale Olympus, poco a nord del ghiacciaio Orestes, dove fluisce verso nord-est, partendo dal versante orientale del monte Cerberus e scorrendo all'interno dell'omonima valle fino ad arrivare quasi sul fondo della valle Victoria e alimentado, durante il suo scioglimento estivo, i laghi glaciali situati sul fondo di questa.

## Storia
Il ghiacciaio Cerberus è stato mappato dalla squadra occidentale della spedizione Terra Nova, condotta dal 1910 al 1913 e comandata dal capitano Robert Falcon Scott, ma è stato così battezzato solo nel 1997 dal Comitato consultivo dei nomi antartici in associazione con il monte Cerberus, che a sua volta era stato così chiamato in associazione con la dorsale Olympus: nella mitologia greca, infatti, Cerbero era uno dei mostri a guardia dell'ingresso degli inferi su cui regnava il dio Ade.